# Scandinavia on a summers day
Scandinavia on a summers day er en dansk dokumentarfilm fra 1974 instrueret af Sune Lund-Sørensen.

## Handling
Turistfilm, bestilt af de nordiske jernbaneselskaber, viser sommeren frem i Danmark, Norge, Finland og Sverige. Togrejsen rundt i Skandinavien går blandt andet til midsommerfest i Sverige og Tivoli i København.